# Wehen
Wehen is een plaats in de Duitse gemeente Taunusstein, deelstaat Hessen, en telt 6948 inwoners (2008).